# Tony Stewart

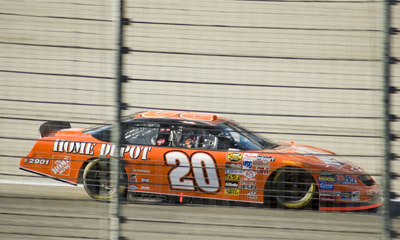
1. 20 Tony Stewart år 2007 på Texas Motor Speedway i Texas.

Anthony Wayne "Tony" Stewart, född 20 maj 1971 i Columbus, Indiana, är en amerikansk racerförare.

## Racingkarriär
Stewart inledde sin karriär i sprint cars innan han fick chansen i Indy Racing League, när den serien startades. Han vann titeln 1997 och tre race totalt under sin IRL-karriär. Han gjorde vid den tiden debut i NASCAR Busch Series, och han kombinerade serierna under 1998, då han tog sin sista seger i formelbilssammanhang, innan han bytte till NASCAR Winston Cup med Joe Gibbs Racing. Han överraskade NASCAR-depån genom att kvala in som tvåa för sin Cupdebut i Daytona 500 1999. Han gjorde sedan total succé för att vara nykomling, och slutade på en fjärde plats i mästerskapet, efter att ha hållit en hög och jämn nivå hela säsongen. Han vann även sitt första race den säsongen på Richmond. Han hade en ojämnare formkurva året därpå, men vann sex segrar på sin väg mot en sammanlagd sjätteplats.
I Daytona 500 2001 var Stewart med om en hårresande krasch, när han flippade över flera bilar på bakrakan, men han klarade sig oskadd, i racet där Dale Earnhardt förolyckades. Han hade i övrigt ett stormigt år, då han knuffade av Jeff Gordon efter målflagg, i missnöje över en omkörning under racet på Bristol Motor Speedway. Han vägrade sedan att bära ett huvud och nackskydd på Talladega, vilket byggde upp ett rykte som "badboy". Han slutade till slut på en andra plats i mästerskapet. 2002 skulle bli Stewarts år. Han hade en dålig start på säsongen, men var oerhört jämn och snabb den andra halvan, och till slut tog han sin första titel före Mark Martin. 2003 gav en sjundeplats totalt efter två segrar, men en mestadels anonym tillvaro. År 2004 gjorde Stewart ett stabilt intryck, men slogs aldrig om mästerskapet, och fick nöja sig med en sjätteplats efter ytterligare ett par segrar. Under 2005 vände Stewart trenden, och vann titeln, efter att ha tagit fem vinster. Han tjänade under den säsongen ihop 13,5 miljoner US$ bara genom prispengar. Efter en oerhört ojämn säsong 2006 slutade Stewart på en elfteplats i mästerskapet, efter att ha missat The Chase, men slagit tillbaka med flera vinster under The Chase, vilket dock inte betydde någonting för mästerskapet.
Både 2007 och 2008 var mindre bra säsonger för Stewart, som visserligen tog sig till The Chase båda gångerna, men i båda fallen var det yngre stallkollegor som stal rubrikerna. Under 2007 var det Denny Hamlin, och under 2008 trädde Kyle Busch fram som Gibbs nye store stjärna. Stewart vann under 2008 bara ett race, efter att ha knuffat ned Regan Smith under den gula linjen på Talladega. Han fick segern efteråt, sedan NASCAR:s ledning bedömt att Smith gick nedanför linjen med avsikt, något som många förare inte höll med om.
2009 startade Stewart sitt eget team, när han köpte upp Haasteamet och döpte om det till Stewart Haas Racing. Han valde att köra med #14 för att hylla sin idol A.J. Foyt, och värvade Ryan Newman som stallkamrat. Stewart vann grundserien under sin debutsäsong, efter tre segrar, men under The Chase tappade han mark, och slutade utanför pallen.

## IndyCar

### Segrar
| Nr | Bana          | År   |
| -- | ------------- | ---- |
| 1  | Pikes Peak    | 1997 |
| 2  | Orlando       | 1998 |
| 3  | New Hampshire | 1998 |

## NASCAR Cup

### Segrar
| Nr | Bana          | År   |
| -- | ------------- | ---- |
| 1  | Richmond      | 1999 |
| 2  | Phoenix       | 1999 |
| 3  | Homestead     | 1999 |
| 4  | Dover         | 2000 |
| 5  | Michigan      | 2000 |
| 6  | New Hampshire | 2000 |
| 7  | Dover         | 2000 |
| 8  | Martinsville  | 2000 |
| 9  | Homestead     | 2000 |
| 10 | Richmond      | 2001 |
| 11 | Sears Point   | 2001 |
| 12 | Bristol       | 2001 |
| 13 | Atlanta       | 2002 |
| 14 | Richmond      | 2002 |
| 15 | Watkins Glen  | 2002 |
| 16 | Pocono        | 2003 |
| 17 | Charlotte     | 2003 |
| 18 | Chicagoland   | 2004 |
| 19 | Watkins Glen  | 2004 |
| 20 | Sears Point   | 2005 |
| 21 | Daytona       | 2005 |
| 22 | New Hampshire | 2005 |
| 23 | Brickyard 400 | 2005 |
| 24 | Watkins Glen  | 2005 |
| 25 | Martinsville  | 2006 |
| 26 | Daytona       | 2006 |
| 27 | Kansas        | 2006 |
| 28 | Atlanta       | 2006 |
| 29 | Texas         | 2006 |
| 30 | Chicagoland   | 2007 |
| 31 | Brickyard 400 | 2007 |
| 32 | Watkins Glen  | 2007 |
| 33 | Talladega     | 2008 |
| 34 | Pocono        | 2009 |
| 35 | Daytona       | 2009 |
| 36 | Watkins Glen  | 2009 |
| 37 | Kansas        | 2009 |

## Karriärs statistik i NASCAR
| År     | Race  | Segrar | Pole position | Topp 5 | Topp 10 | Brutna race | Målgångar | Starter | Vinster ($) | Rankad | Team                |
| ------ | ----- | ------ | ------------- | ------ | ------- | ----------- | --------- | ------- | ----------- | ------ | ------------------- |
| 1999   | 34/34 | 3      | 2             | 12     | 21      | 1           | 10.3      | 12.6    | $2,613,976  | 4      | Joe Gibbs Racing    |
| 2000   | 34/34 | 6      | 2             | 12     | 23      | 5           | 12.4      | 16.7    | $3,175,270  | 6      | Joe Gibbs Racing    |
| 2001   | 36/36 | 3      | 0             | 15     | 22      | 4           | 12.6      | 17.0    | $3,543,043  | 2      | Joe Gibbs Racing    |
| 2002   | 36/36 | 3      | 2             | 15     | 21      | 6           | 12.6      | 13.2    | $4,695,154  | 1      | Joe Gibbs Racing    |
| 2003   | 36/36 | 2      | 1             | 12     | 18      | 5           | 14.6      | 13.9    | $5,227,503  | 7      | Joe Gibbs Racing    |
| 2004   | 36/36 | 2      | 0             | 10     | 19      | 2           | 12.9      | 15.3    | $6,221,710  | 6      | Joe Gibbs Racing    |
| 2005   | 36/36 | 5      | 3             | 17     | 25      | 1           | 9.9       | 12.0    | $6,987,535  | 1      | Joe Gibbs Racing    |
| 2006   | 36/36 | 5      | 0             | 15     | 19      | 4           | 13.8      | 16.7    | $7,285,281  | 11     | Joe Gibbs Racing    |
| 2007   | 36/36 | 3      | 0             | 11     | 23      | 4           | 13.1      | 17.6    | $6,396,751  | 6      | Joe Gibbs Racing    |
| 2008   | 36/36 | 1      | 0             | 10     | 16      | 3           | 14.9      | 17.1    | $6,066,407  | 9      | Joe Gibbs Racing    |
| 2009   | 36/36 | 4      | 0             | 15     | 23      | 1           | 12.3      | 10.4    | $6,828,250  | 6      | Stewart Haas Racing |
|        |       |        |               |        |         |             |           |         |             |        |                     |
| Totalt | 383   | 37     | 14            | 143    | 231     | 36          | 11.5      | 14.7    | $59,040,880 | -      |                     |

Information från den 8 december 2009.